# Barbus bagbwensis
Barbus bagbwensis är en fiskart som beskrevs av Norman 1932. Barbus bagbwensis ingår i släktet Barbus och familjen karpfiskar. IUCN kategoriserar arten globalt som sårbar. Inga underarter finns listade.